# Sabrina Maldonado
Sabrina Sarai Maldonado (Córdoba, Provincia de Córdoba, Argentina; 25 de marzo de 2000) es una futbolista argentina. Juega de delantera y mediocampista en Belgrano de la Primera División Femenina de Argentina.

## Trayectoria
Forma parte de Belgrano de Córdoba desde el año 2014.
Jugando competencias en su colegio, un Director Técnico del club Lasallano la vio y le ofreció hacer pruebas en el club. Finalmente, le comunicaron que tenía la posibilidad de una prueba en Belgrano, donde fue fichada. 
Jugó durante toda su carrera en la Liga Cordobesa de Fútbol obteniendo varios títulos. En 2019, marcó en la final contra Talleres que posteriormente ganó en Belgrano en la tanda de penales y coronandosé campeón. 
Con la entrada del pirata a los campeonatos de AFA, integró el plantel que campeonó en la Primera C y Primera B. Marcó 11 goles en la C y 40 en la B.
Finalizada esa temporada, Belgrano clasificó para disputar la Copa Federal de Fútbol Femenino 2022. Maldonado marcó 4 goles, siendo segunda máxima goleadora del torneo.
A finales del 2022, ya habiendo ascendido a Primera División, fue una de las diez jugadoras que obtuvieron el contrato profesional.
El 6 de febrero del 2023 en un partido frente a Excursionistas marcó su gol N°55, convirtiéndose en la máxima goleadora del Club Atlético Belgrano en campeonatos de AFA.

## Selección nacional
En diciembre de 2017, con 17 años de edad, fue convocada a la Selección Argentina Sub-20 fue parte de varias convocatorias hasta 2019, cuando debido a cuestiones personales decidió no viajar más a las citaciones.
En noviembre y diciembre de 2022 fue citada a la Selección Mayor por sus grandes actuaciones en el ascenso argentino.  

## Estadísticas

### Clubes
| Club     | País      | Año             |
| -------- | --------- | --------------- |
| Belgrano | Argentina | 2014 - presente |

## Palmarés

### Títulos nacionales oficiales
| Título             | Club     | País      | Año  |
| ------------------ | -------- | --------- | ---- |
| Primera División C | Belgrano | Argentina | 2021 |
| Primera División B | Belgrano | Argentina | 2022 |

Nota: Los campeonatos ganados con la Liga Cordobesa no cuentan como títulos oficiales AFA.

## Vida personal
Es hincha de Belgrano y su ídolo es el ex-futbolista Javier Mascherano.